# شبکه اد هاک متحرک
یک شبکه ad hoc متحرک (Mobile Ad hoc Network) یک شبکه بدون زیرساخت خود پیکربندی از دستگاه‌های متحرک است که به صورت بی سیم به هم وصل شده‌اند. واژه ad hoc یک کلمه لاتین و معنی لغوی آن "کاربرد موردی" است.
هر دستگاه در یک MANET برای حرکت در هر جهتی استقلال و آزادی کامل دارد، به همین علت در بسیاری از اوقات اتصال بین هر دستگاه متحرک با دیگر دستگاه‌ها مرتباً تغییر می‌کند. همچنین هر کدام باید ترافیک غیرمرتبط با خود را رو به جلو منتقل کنند (forwarding)، بنابراین رهیاب نیز می‌شوند. چالش اصلی در ساختمان یک MANET این است که هر دستگاه به گونه‌ای مجهز شود که به‌طور متناوب، اطلاعات مورد نیاز برای ترافیک مسیر را به درستی نگهداری کند. این چنین شبکه ها (MANETها) هم ممکن است با خودشان کار کنند و هم ممکن است به اینترنت متصل باشند.
MANETها یک نوع از شبکه‌های ad hoc بی سیم (Wireless Ad hoc Network) هستند که معمولاً بر بالای لایه پیوند شبکه ad hoc، یک محیط شبکه‌ای قابل مسیریابی دارند.
از اواسط دهه 1990، با افزایش استفاده از لپ‌تاپ هاو شبکه‌های بی سیمآی‌تریپل‌ئی ۸۰۲٫۱۱، ساختار MANETها به یک عنوان تحقیقاتی عوام پسند تبدیل شده‌اند. بسیاری از مقاله‌های علمی با موضوعات ارزیابی پروتکل‌ها و توانایی‌های آنها، درجات مختلفی از تحرک را، درون یک فضای محدود قرار داده و همچنین معمولاً فاصله همه گره‌ها را، چند hop از یکدیگر در نظر می‌گیرند. سپس پروتکل‌های مختلف، معمولاً بر اساس مقادیر متفاوتی از نرخ افت بسته‌ها (packet drop rate)، سربار اضافه شده به وسیله پروتکل مسیریابی، تأخیر انتها به انتهای بسته‌ها، بهره وری شبکه و ... ارزیابی می‌شوند.

## انواع شبکه‌های ad hoc متحرک
- شبکه‌های ad hoc وسایل نقلیه (شبکه اد هاک وسایل نقلیه) برای ارتباط میان وسایل نقلیه و همچنین ارتباط بین وسایل نقلیه و تجهیزات کنار جاده هستند.
- شبکه‌های ad hoc بی سیم بر اساس اینترنت (iMANET)، شبکه‌های ad hocای هستند که گره‌های متحرک را به هم متصل و گره‌های گذرگاه اینترنت را ثابت می‌کنند. در این نوع شبکه‌ها، الگوریتم‌های مسیریابی ad hoc معمول، مستقیماً استفاده نمی‌شوند.

## شبیه‌سازی MANET
چندین راه برای مطالعه MANET وجود دارد، یک راه، استفاده از ابزارهای شبیه¬سازی مثل آپنت، نتسیم و ان اس (شبیه‌ساز) است.

## نظارت بر داده‌ها و داده کاوی با استفاده از MANETها
MANETها می‌توانند برای تسهیل جمع‌آوری داده‌های حسگرها، به منظور داده کاوی از برنامه‌های کاربردی متنوع، مورد استفاده قرارگیرند، مثل نظارت بر داده‌های آلودگی هوا و انواع مختلف از معماری‌هایی که برای این برنامه‌ها به کار می‌رود. این نکته قابل توجه است که مشخصه اصلی این برنامه‌های کاربردی این است که گره‌های حسگر، یک ویژگی محیطی خاص را نظارت می‌کنند و مقادیر مشابه را در مورد آن ثبت می‌کنند. این نوع از افزونگی داده ها با توجه به همبستگی فضایی (spatial correlation) بین مشاهدات حسگر، الهام بخش تکنیک‌هایی برای جمع‌آوری و داده کاوی در شبکه‌ها است. با اندازه‌گیری همبستگی فضایی بین داده‌های نمونه برداری شده به وسیله حسگرهای مختلف، یک کلاس گسترده از الگوریتم‌های تخصصی را می‌توان توسعه داد به‌طوری‌که بتوان الگوریتم‌های داده کاوی فضایی و همچنین استراتژی‌های مسیریابی کارآمدتری را توسعه داد. همچنین محققان با استفاده از اعمال تئوری صف‌ها برای MANETها مدل‌های ارزیابی  را توسعه داده‌اند.

## امنیت MANETها
تحقیقات بسیاری در گذشته انجام شده اما مهم‌ترین آن (PGP (Pretty Good Privacy بوده که بر اساس امنیت مبتنی بر اعتماد بوده‌است اما هیچ‌کدام از پروتکل‌ها بر اساس یک موازنه خوب (trade off) بین امنیت و کارایی ایجاد نشده‌اند. در تلاش به منظور افزایش امنیت در MANETها، بسیاری از محققان پیشنهادهایی داشتند و آن‌ها را پیاده‌سازی کردند. آن‌ها پیشرفت‌های جدید را بر روی پروتکل‌ها مطرح کردند و برخی از محققین پروتکل‌های جدیدی را در این زمینه مطرح کردند.

## دسته بندی حمله‌ها بر روی MANETها
این حمله‌ها بر روی MANETها، زیر ساخت متحرک را در گره‌هایی که می‌توانند به راحتی به درخواست‌های پویا، بدون یک مسیر ایستا از مسیریابی، ملحق شوند یا آن‌ها را ترک کنند، به چالش می‌کشند. الگویی از حملات مختلف به وسیله Al-Shakib Khan روی هر لایه از شبکه به صورت زیر توصیف شده‌است:
- لایه کاربردی: کدهای مخرب، انکار
- لایه انتقال: ربودن جلسه، جاری کردن بسته ها
- لایه شبکه: Sybil، جاری کردن بسته‌ها، سیاه چاله، چاله خاکستری، کرم چاله، حقه بازی لینک، خودداری لینک، افشای محل سکونت و ...
- لایه پیوند داده / MAC: رفتارهای مخرب، رفتار خودخواه، فعال، غیرفعال، داخلی و خارجی
- لایه فیزیکی: تداخل، انباشتن ترافیک، استراق سمع

## مطالعات بیشتر
(Mobile ad hoc social network Overview):
- Kahn, R. E. (1977). "The Organization of Computer Resources into a Packet Radio Network". IEEE Transactions on Communications. COM-25 (1): 169–178. {{cite journal}}: Unknown parameter |month= ignored (help)
- Jubin, J., and Tornow, J. D. (1987). "The DARPA Packet Radio Network Protocols". Proceedings of the IEEE. 75 (1). {{cite journal}}: Unknown parameter |month= ignored (help)نگهداری یادکرد:نام‌های متعدد:فهرست نویسندگان (link)
- N. Schacham and J. Westcott (1987). "Future directions in packet radio architectures and protocols". Proceedings of the IEEE. 75 (1): 83–99. doi:10.1109/PROC.1987.13707. {{cite journal}}: Unknown parameter |month= ignored (help)

(Ad Hoc Network Papers Overview):
- Royer, E., Toh, C. (1999). "A Review of Current Routing Protocols for Ad Hoc Mobile Wireless Networks". IEEE Personal Communications. 6 (2): 46–55. doi:10.1109/98.760423. {{cite journal}}: Unknown parameter |month= ignored (help)نگهداری یادکرد:نام‌های متعدد:فهرست نویسندگان (link)
- Mauve, M., Widmer, J., Hartenstein, H. (2001). "A Survey on Position-Based Routing in Mobile Ad Hoc Networks". IEEE Network. 1 (6): 30–39. doi:10.1109/65.967595. {{cite journal}}: Unknown parameter |month= ignored (help)نگهداری یادکرد:نام‌های متعدد:فهرست نویسندگان (link)
- Maihöfer, C. (2004). "A Survey on Geocast Routing Protocols". IEEE Communications Surveys and Tutorials. 6 (2). Archived from the original on 24 August 2004. Retrieved 22 November 2012. {{cite journal}}: Unknown parameter |month= ignored (help)